# (16073) Gaskin
(16073) Gaskin (1999 RK129) – planetoida z pasa głównego asteroid okrążająca Słońce w ciągu 3,35 lat w średniej odległości 2,24 j.a. Odkryta 9 września 1999 roku.